# نزار موسوی نیا
سید نزار موسوی نیا، متولد ۱۳۵۸ در آبادان، نقاش سورئال و گروتسک ایرانی ست. نگاه فلسفی در فضاسازی، بکارگیری نقش مایه های اساطیری، الگوسازی از عناصر و المان های تاریخی، استفاده از فضاهای سیاه، گروتسک وار، تلخ و غیر متعارف، و تابو شکنی بر اساس استفاده از الگوهای مرگ و زوال در نقاشی، در کنار نگاه و اندیشه پدیدارشناسانه به طراحی، از شاخصه های هنر منحصر به فرد او به شمار می آیند. نقاشی‌های او در حقیقت رویاهایی آشفته اند، و همچون هذیان‌ بیماری تب‌دار، ابهام، آشفتگی، درد، و نیستی را به نمایش می کشند.
موسوی نیا، فروش آثار در حراج تهران، آرت فر دبی، و آرت فر آنکارا، را در کارنامه هنری خود دارد و جز معدود نقاشان ایرانی ست که در حراج کریستیز لندن کارهایش به فروش رسیده اند.
نمایشگاه انفرادی جنگل های سمی که در ژانر و توصیف طرح مایه های سیاه، مربوط به فلسفه جنگی داعش و در سال ۱۳۹۴، از آثار او برگزار گردیده و نمایشگاه انفرادی جزیره دکارت که تمامی آثار ارائه شده در آن در نقد و رد فلسفه دکارتی به تصویر کشیده شده اند، در رده نمایشگاهای چالش برانگیز این هنرمند ایرانی شناخته می شوند.
1. ↑  فرد، مجله (۲۰۲۱-۰۷-۰۱). «نزار موسوی نیا، دنیای عجیب نو». مجله نگاه فرد. دریافت‌شده در ۲۰۲۲-۱۱-۰۲.
2. ↑  اتحاد, ‌علی (1389-08-01). "مردمانی که باز می میرند / درباره نقاشی های نزار موسوی نیا". گلستانه. 108 (10): 38–41. {{cite journal}}: Check date values in: |date= (help)
3. 1 2  «سایت مجله تندیس / گفتگو با نزار موسوی - دنیای عجیب». www.wonderlandgroup.ir. دریافت‌شده در ۲۰۲۲-۱۱-۰۲.
4. ↑  «بررسی یک نمایشگاه پژوهش محور/ فرناز محمدی: هنرمندانی را انتخاب کردم که در جریان هنر معاصر تأثیرگذار هستند». ایران آرت. دریافت‌شده در ۲۰۲۲-۱۱-۰۲.
5. ↑  «تحریر نو - نشست تخصصی "ناخودآگاه روایت" در اکو برگزار می شود - نسخه قابل چاپ». tahrireno.ir. دریافت‌شده در ۲۰۲۲-۱۱-۰۲.
6. ↑  اکو، موسسه فرهنگی. «آسیب شناسی تاریخی هنر ایران و اقتصاد هنر مورد بررسی قرار گرفت». موسسه فرهنگی اکو. دریافت‌شده در ۲۰۲۲-۱۱-۰۳.
7. 1 2  "Nazar Mousavinia | 6 Artworks at Auction | MutualArt". www.mutualart.com (به انگلیسی). Retrieved 2022-11-04.
8. ↑  "Creation of Sleepers at Auction". The Sale of Misattributed Artworks and Antiques at Auction: 5–6. doi:10.4337/9781786431011.00010.
9. ↑  «نقشى بزرگ بر ديوارهايى كوچك؛ نمایشگاه سه نسل از نقاشان معاصر ایرانی». BBC News فارسی. ۲۰۱۴-۱۱-۰۶. دریافت‌شده در ۲۰۲۲-۱۱-۰۴.
10. ↑  "Pin on Group Multimedia exhibition " Human The Difficulty of Duty 2" ( The power ofcrying frombroken spirit". Pinterest (به انگلیسی). Retrieved 2022-11-04.
11. ↑  «انسانیت معلق در دنیای ذهنی نزار موسوی‌نیا/ نقدی جدی بر موجودیت انسان (فیلم)». نیوزین. ۲۰۲۰-۰۱-۱۳. دریافت‌شده در ۲۰۲۲-۱۱-۰۴.
12. ↑  «نزار موسوی‌نیا (متولد 1358) - Tehran Auction». بایگانی‌شده از اصلی در ۶ دسامبر ۲۰۲۲. دریافت‌شده در ۲۰۲۲-۱۱-۰۴.
13. ↑  دقیقه، آوام گفت‌وگو خواندن در 7 (۲۰۱۶-۱۰-۲۹). «گفتگو با نزار موسوی ،تقلید از خود بدون کمال الملک». مجله آوام. دریافت‌شده در ۲۰۲۲-۱۱-۰۲.
14. ↑  «حضور یک گالری ایرانی در آرت‌فر آنکارا». خبرگزاری برنا. دریافت‌شده در ۲۰۲۲-۱۱-۰۲.
15. ↑  «آپارات - سرویس اشتراک ویدیو». آپارات - سرویس اشتراک ویدیو. دریافت‌شده در ۲۰۲۲-۱۱-۰۲.
16. ↑  «حراج ها | نزار موسوی ‌نیا | هنرمندان». آرت چارت. بایگانی‌شده از اصلی در ۴ نوامبر ۲۰۲۲. دریافت‌شده در ۲۰۲۲-۱۱-۰۴.
17. ↑  «گالری اینفو | جنگل های سمی / نمایشگاه انفرادی نقاشی/ نزار موسوی‌نیا». galleryinfo.ir. دریافت‌شده در ۲۰۲۲-۱۱-۰۳.
18. ↑  «نقاشی‌هایی که سعی می‌کنند برخلاف نظریه دکارت عمل کنند». خبرگزاری مهر | اخبار ایران و جهان | Mehr News Agency. ۲۰۲۱-۱۲-۱۶. دریافت‌شده در ۲۰۲۲-۱۱-۰۳.
19. ↑  «Magiran | روزنامه ایران (1400/09/30): تابلوهایی که فلسفه دکارت را درهم می شکند». www.magiran.com. دریافت‌شده در ۲۰۲۲-۱۱-۰۲.
20. ↑  «برگزاری نمایشگاهی که حضور فلسفه و ادبیات در آن پررنگ است». ایسنا. ۲۰۲۱-۱۲-۱۶. دریافت‌شده در ۲۰۲۲-۱۱-۰۲.
21. ↑  «نقاشی‌هایی علیه فلسفه دکارت- اخبار موسیقی و تجسمی - اخبار فرهنگی تسنیم | Tasnim». خبرگزاری تسنیم | Tasnim. دریافت‌شده در ۲۰۲۲-۱۱-۰۲.
22. ↑  «بازتاب (پژوهشی در اسطوره‌کاوی رویداد)». آرت گالریز. ۲۰۱۶-۰۸-۲۵. دریافت‌شده در ۲۰۲۲-۱۱-۰۲.
23. ↑  «نشست تخصصی نمایشگاه «واقعیت مبهم» در گالری فرمانفرما». آرت گالریز. ۲۰۱۷-۱۱-۱۸. دریافت‌شده در ۲۰۲۲-۱۱-۰۳.
24. ↑  www.cgie.org.ir https://www.cgie.org.ir/popup/fa/system/contentprint/129341. دریافت‌شده در ۲۰۲۲-۱۱-۰۴. پارامتر |عنوان= یا |title= ناموجود یا خالی (کمک)
25. ↑  «نقاشی‌هایی علیه فلسفه دکارت». خبرخوان صایب اخبار ایران و جهان. دریافت‌شده در ۲۰۲۲-۱۱-۰۴.